# Tusenbröder – Återkomsten
Tusenbröder – Återkomsten är en svensk thrillerfilm inspelad 2005 med biopremiär den 10 mars 2006. Filmen utgör fortsättning och avslutning på TV-serien Tusenbröder och är en nerklippt version av de två avsnitten i säsong 3. Dessa två långfilmslånga avsnitt premiärsändes först den 5 respektive 7 januari 2007 i Sveriges Television.

## Handling
Hoffa flyter iland i Estland, efter att hans stulna flyktbåt har exploderat. Han försöker börja ett nytt liv där, men längtan efter familjen blir för stor och han bestämmer sig för att försöka ta sig tillbaka till Sverige. Nu börjar hans tuffa kamp för att ta sig hem till sin familj. En familj som gått vidare i livet och som dessutom tror att han är död. Det underlättar ju inte heller att han har ett förflutet som fängelserymling och före detta bankrånare som jagas av polisen.

## Rollista
- Ola Rapace - Hoffa
- Anja Lundqvist - Annelie
- Magnus Krepper - Patrik
- Bisse Unger - Max
- Danilo Bejarano - Hamid
- Jacob Ericksson - Tommy
- Jakob Eklund - Petter
- Allan Svensson - Holger
- Liina-Riin Olmaru - Piret
- Marko Matvere - Mart
- Margus Prangel - Madis
- Lembit Ulfsak - Rein
- Claudia Galli - Tanja
- Jörgen Bergström - Jimmy